# Marx Schokotnigg
Marx Schokotnigg (getauft 25. April 1661 in Oberburg, heute Gornji Grad, Slowenien; † 24. September 1731 bei Graz) war ein österreichischer Barockbildhauer.

## Leben
Zwecks Studiums lebte Schokotnigg neun Jahre in Italien. 1697 versuchte er vergeblich in der Grazer Konfraternität aufgenommen zu werden. Größere Aufträge erhielt er von Fischer von Erlach, der ihn unter anderem mit Arbeiten am Kaiser-Ferdinand-Mausoleum in Graz beauftragte.
Schokotnigg hatte zwei Söhne, Marcus Anton (1700–1755) und Joseph (1700–1755). Zweiterer war ebenfalls ein Bildhauer und Vorstand der steirischen Maler- und Bildhauerkonfraternität.

## Werke

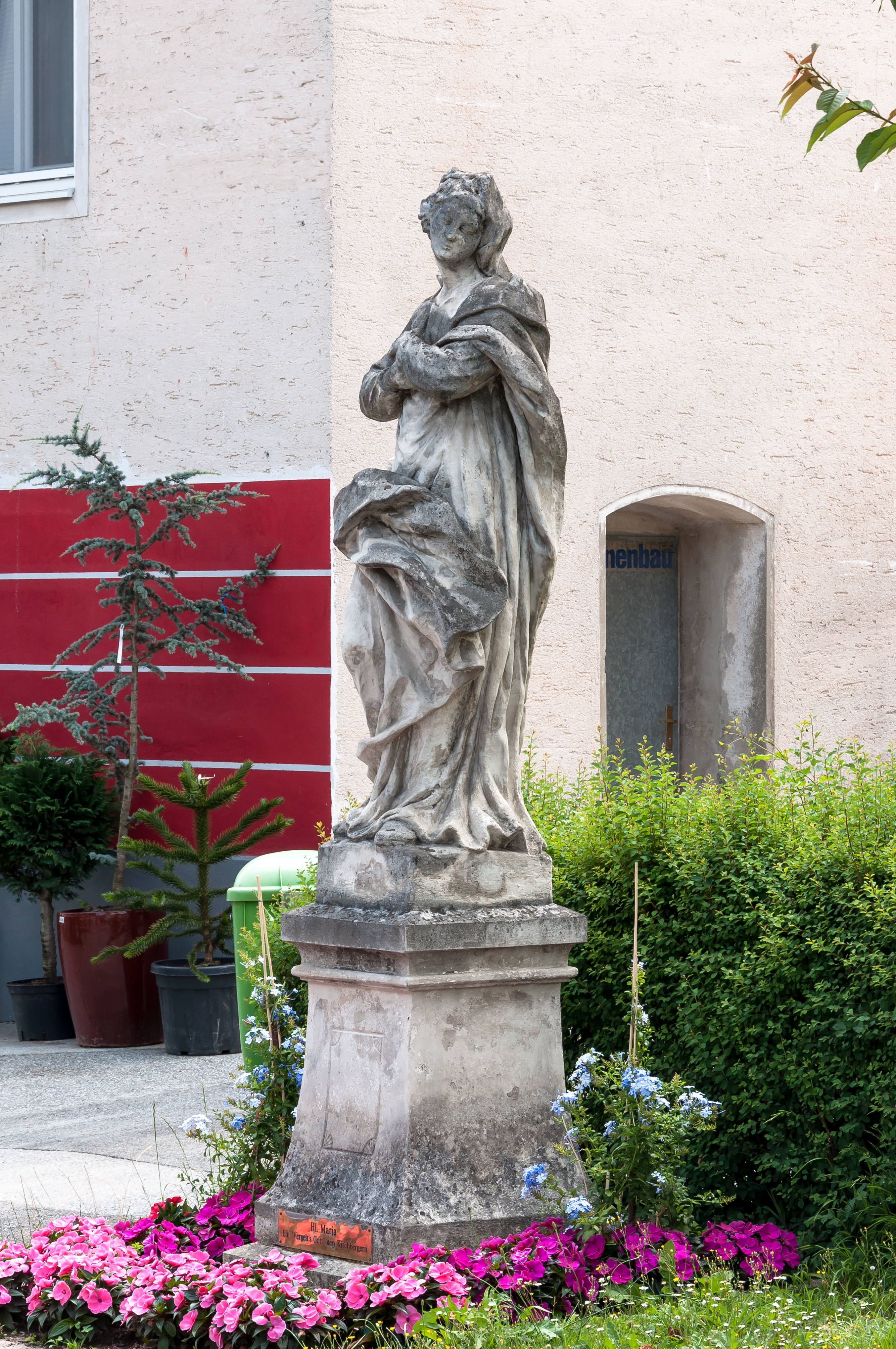
Marienstatue in Maria Lankowitz

Schokotnigg hat eine Fülle von Werken hinterlassen, darunter:
- Statuen auf der Balustrade des Stifts Admont
- Figuren und Altäre in der Pfarrkirche Birkfeld
- Mariensäule in Murau
- Plastiken im Grazer Dom
- Kanzel der Grazer Andräkirche
- Kanzel der Pfarrkirche St. Peter (Graz) (vermutlich)
- Altarplastiken in der Grazer Franziskanerkirche, der Grazer Leonhardkirche und der alten Grazer Ursulinenkirche